# دنی موریسون
دنی موریسون (انگلیسی: Denny Morrison؛ زادهٔ ۸ سپتامبر ۱۹۸۵) اسکیت‌باز سرعت اهل کانادا است.